# チーズfilm
株式会社チーズfilmは、東京都渋谷区に本社を置く、日本の制作会社および芸能事務所である。映画監督の戸田彬弘が代表を務める。

## 概要
2014年に設立。映画制作を主としているが、舞台制作や役者マネージメントのほか、キャスティング業務も行っている。元々、戸田彬弘が活動していたプロデュース団体であったが、映画『ねこにみかん』における和歌山県有田川町の人々との出会いをきっかけに法人化された。

## 所属者
2025年3月1日現在。

### 俳優
女優
- 手島実優
- 古澤メイ
- 朝日奈杏
- 矢野あゆみ
- 佐藤里穂
- 山田真由子
- 羽瀬一千夏

男優
- 菊池豪
- 守谷勇人
- 藤田健彦
- 遠藤隆太
- 稲田理有
- 久保田直樹

#### サポートタレント
- 石川瑠華（ソニー・ミュージックアーティスツ所属）[注 1]

### 映画監督
- 戸田彬弘

## 制作・制作協力

### 映画
- ねこにみかん（2014年） - 製作
  - 伊賀の國忍者映画祭2014地ムービーアワード受賞
  - 第1回新人監督映画祭長編コンペティション部門準グランプリ
- 横たわる彼女（2014年） - 制作
- 名前（2018年） - 製作
  - 第13回大阪アジアン映画祭クロージング作品。
  - 第20回イタリア・ウディネ・ファーイースト映画祭コンペティション部門。
  - 第18回ドイツ・フランクフルト・ニッポンコネクション・ニッポンヴィジョンズ部門。
  - 第5回ベトナム・ハノイ国際映画祭コンペティション部門。

- 13月の女の子（2020年）- 制作・配給
- 僕たちは変わらない朝を迎える（2021年） - 製作・配給
  - MOOSIC LAB[JOINT]2020-2021 観客賞、男優賞、ミュージシャン賞受賞！
- 散歩時間 ~その日を待ちながら~（2022年） - 製作
- 市子（2023年） - 制作協力
  - 第47回日本アカデミー賞 優秀主演女優賞受賞（杉咲花）
  - 第28回釜山国際映画祭コンペティション部門（ジソク部門）正式出品
  - 第36回東京国際映画祭Nippon Cinema Now部門 正式出品
  - 第47回ヨーテボリ国際映画祭インターナショナルコンペティション部門正式出品
  - 第66回ブルーリボン賞 作品賞ノミネート
  - 第37回高崎映画祭最優秀助演俳優賞受賞（中村ゆり）
  - 第78回毎日映画コンクール女優主演賞受賞（杉咲花）
  - 2023年度キネマ旬報 読者選出ベスト・テン第9位
  - 2023年度映画芸術ベストテン・第10位

### 短編映画
- この音が聴こえているか（2014年） - 製作
  - 福井映画祭2015長編部門選出
- 父ありき、母のにおい（2015年） - 制作協力
  - 沖縄国際映画祭地域発進型映画部門上映作品。
  - 第一回渋谷TANPEN 映画祭CLIMAXat 佐世保2017 最優秀主演男優賞受賞。（芹澤興人）
- まなざし（2015年） - 制作協力
  - 札幌国際短編映画祭2015コンペティション部門選出。
  - ショートショートフィルムフェスティバル2015music short部門選出。
  - SJ(シンガポール・日本)50映画祭正式出品。
- この世界の直径（2017年） - 製作
  - 第3回湖畔の映画祭2017招待。
- ワルツ（2017年）（映画「狂い華」の一編） - 制作
- 目覚め-Day breaks-（2020年） - 製作
  - 福井映画祭14TH　短編部門正式出品

### ドラマ
- Twitterドラマ「あけておねがい」（2022年9月）- 制作協力
- TOKYO MX treatment「更地」（2023年6月20日(火) 23:30～24:00）- 制作

### 広告
- 全葬連「娘の遺りもの」編（2013年）
- ムーンナビ（2014年）
- Plakira WEB-CM「特別な日には特別なPlakiraを贈ろう」（2017年）
- 艦つく（2019年）

### MV
- PASSPO☆「Growing Up」（2013年）
- アイリス「アイリス」（2014年）
- HY「会いたい」※short film ver（2014年）
- ぷちぱすぽ☆「Go Fight! Fly High!」（2015年）
- 雨のパレード「morning」（2021年）[1]

### 舞台
- チーズtheater「川辺市子のために」（2015年8月、2016年1月、サンモールスタジオ）-　作・演出
  - サンモールスタジオ選定賞2015最優秀脚本賞
- チーズtheater「美しいひと」（2016年4月、SPACE梟門）-　作・演出
- 舞台「13月の女の子」（2017年1月、新宿村LIVE）
- チーズtheater「THE VOICE」（2017年4月、東京芸術劇場シアターウエスト）-　作・演出
- チーズtheater「美しいひと（再演）」（2017年5月、下北沢Geki地下Liberty）-　作・演出
- チーズtheater「Festa.」（2017年11月、SPACE 雑遊）-　作・演出
- チーズtheater「川辺市子のために／川辺月子のために」（2018年8月、サンモールスタジオ）-　作・演出
- チーズtheaterプロデュース公演「接点 Vol.1」（2019年2月、新宿スターフィールド）-　作・演出
- チーズtheaterプロデュース公演「鈴虫のこえ、宵のホタル」（2020年1月、下北沢OFF•OFFシアター）-　演出
- チーズtheaterオンライン公演「告白」（2020年6月、サンモールスタジオより配信）-　作・演出
- チーズtheaterプロデュース公演「海と日傘」（2023年1月、下北沢駅前劇場）-　演出
- チーズtheater「ある風景」（2023年6月、座・高円寺）-　作・演出
- チーズtheater「川辺市子のために」（2024年2月、サンモールスタジオ）-　作・演出